# Isla Shidvar
Isla Shidvar (en persa: جزیرهٔ شیدوَر también llamada Marou) es una isla deshabitada de 80 hectáreas en el Golfo Pérsico al este de la isla habitada y más grande de Lavan. La isla entera es una reserva natural llamada "Refugio de Vida Silvestre Shidvar". Administrativamente depende de la sureña provincia de Hormozgan.
El nombre Shetor o Shotor en persa significa "Camel".
La isla fue declarada refugio de vida salvaje en 1971 y el 29 de diciembre de 1999 sitio Ramsar (n.º ref. 1015).